# Dukaty Kopernika
Dukaty Kopernika – pieniądz lokalny wyemitowany w lipcu 2009 przez Urząd Miasta Olsztyn w ramach akcji promocyjnej miasta. Wyemitowano dwa nominały – 5 i 50 Dukatów.
Na awersie, u góry mieści się napis 5 Dukatów Kopernika, pośrodku półpostać Mikołaja Kopernika na tle zamku w Olsztynie, u dołu napis: Honorowane do 11.09.2009.
Na rewersie u góry umieszczony został napis MIASTO OLSZTYN, pośrodku herb Olsztyna, u dołu data uzyskania praw miejskich, tj. 1353 oraz rok emisji, tj. 2009.

## 5 Dukatów Kopernika
Moneta wykonana została z mosiądzu, o średnicy 26.9 mm i masie 9,4 g. Wielkość emisji ustalono na 15 000 sztuk (w tym 7 500 sztuk z rantem ząbkowanym i 7 500 sztuk z rantem gładkim). 
W obiegu funkcjonowała od 25 lipca 2009 do 11 września 2009. W tym czasie w określonych punktach na terenie Olsztyna wymienić ją można było na towary i usługi. 5 Dukatów stanowiło równowartość 5 złotych.

## 50 Dukatów Kopernika
Moneta wykonana z mosiądzu o masie 29,2 g i średnicy 3,2 mm, wyemitowana została w liczbie 500 sztuk, w tym 250 sztuk posrebrzanych i 250 pozłacanych (powłoka 10 mikronów). W monecie umieszczony został element naturalnego bursztynu w kolorze wiśni lub koniaku.